# 馬場賢治
馬場 賢治（ばば けんじ、1985年7月7日 - ）は、神奈川県平塚市出身のサッカー指導者、元プロサッカー選手。現役時代のポジションはミッドフィールダー、フォワード。

## 来歴

### プロ入り前
ジュニア、ジュニアユースとベルマーレ平塚（現：湘南ベルマーレ）の下部組織に所属したが、中学3年次に平塚市立金旭中学校サッカー部に籍を移す。高校・大学時代は主にボランチ又はプレイメーカーを任され、桐光学園高時代の3年次には背番号10を背負った。近畿大学では4年時の春季関西学生リーグで得点王を獲得。卒業後はヴィッセル神戸、大分トリニータ等からオファーを受けた中、神戸への入団を選択。

### プロ入り後
ルーキーシーズンの2008年は、前線からプレスを掛ける汗かき役としてフォワードでプレーをすることになると、同ポジションの栗原圭介・吉田孝行のプレースタイルを見て学ぶことで出場機会を得ていった。同年はリーグ戦16試合に出場、神戸に加入した大卒選手では史上3人目となるA契約移行選手となった。翌2009年にはプロ初得点もマークしたが、大久保嘉人・ボッティ・金南一らの存在もありレギュラーポジションを確保することはできなかった。
2010年、ジュニア・ジュニアユース時代に在籍し、馬場が特別なチームと公言する湘南ベルマーレへ期限付き移籍。2011年は神戸に復帰したが、2節のジュビロ磐田戦に途中出場した以外は出番を得られず、シーズン後に戦力外通告を受けた。翌2012年、前年の神戸退団決定後、真っ先にオファーを受けた湘南に完全移籍で2年振りに復帰。序盤戦はボランチを務めていたが、その後は3トップの一角を務めチーム最多となる9得点をマーク。チームのJ1復帰に貢献した。2013年はリーグ戦7試合の出場にとどまった。
「全く知らない所で再びチャレンジしたい」という思いから2014年、水戸ホーリーホックへ期限付き移籍。翌15年に完全移籍に移行した。同年は自己最多タイのリーグ戦9得点をマークした。
2016年、高校の先輩である中島健太がスタッフを務めるカマタマーレ讃岐に完全移籍。同年はリーグ戦全試合出場を果たすなど、翌2017年までの2年間でリーグ戦81試合に出場した。
讃岐より来季の更新オファーも受けていたが、もう1度J1を目指す気持ちが高まった中で、早くJ1を目指せる可能性のあるクラブと判断した大分トリニータに2018年より完全移籍。過去に大分からは前述した大学時代に加え、神戸時代にも獲得オファーを受けていたという。4月28日、J2第11節・FC町田ゼルビア戦にてプロ入り後初のハットトリックを達成。シーズン途中の8月17日からは、シーズン開幕時からキャプテンを務めていた竹内彬が讃岐に期限付き移籍したことに伴い、後任のキャプテンを務めた。シーズントータルで12得点とプロ入り後初の2ケタ得点を達成。藤本憲明と並びチーム得点王となる活躍で大分のJ1昇格に貢献した。
2019年にはキャプテンの座を鈴木義宜に譲り副キャプテンを務めたが、新加入のオナイウ阿道、小塚和季らの台頭もあって出場機会を失い、7月18日に讃岐時代の恩師である北野誠が監督に就任したFC岐阜に期限付き移籍することが発表された。岐阜では主に先発出場で19試合に出場したが無得点に終わり、チームのJ3降格を食い止める事は出来なかった。シーズン終了後大分・岐阜双方より契約満了となった。
2020年、鹿児島ユナイテッドFCに加入。30試合に出場したが同年限りで契約満了により鹿児島を退団。
2021年1月12日、現役引退が発表された。

### 現役引退後
アパレルブランドMIND PLUS⁺を立ち上げ代表を務める傍ら、母校である近畿大学体育会サッカー部のコーチも2023年まで兼任した。2024年、大分トリニータU-18のコーチに就任。2025年、トップチームコーチに就任。

## 所属クラブ
- 1993年 - 1997年 ベルマーレ平塚ジュニア
- 1998年 - 1999年ベルマーレ平塚ジュニアユース
- 2000年 平塚市立金旭中学校
- 2001年 - 2003年 桐光学園高等学校
- 2004年 - 2007年 近畿大学
- 2008年 - 2011年 ヴィッセル神戸
  - 2010年 湘南ベルマーレ (期限付き移籍)
- 2012年 - 2014年 湘南ベルマーレ
  - 2014年 水戸ホーリーホック (期限付き移籍)
- 2015年 水戸ホーリーホック
- 2016年 - 2017年 カマタマーレ讃岐
- 2018年 - 2019年 大分トリニータ
  - 2019年7月 - 12月 FC岐阜 (期限付き移籍)
- 2020年 鹿児島ユナイテッドFC

## 個人成績
| 国内大会個人成績 | 国内大会個人成績 | 国内大会個人成績 | 国内大会個人成績 | 国内大会個人成績 | 国内大会個人成績 | 国内大会個人成績 | 国内大会個人成績 | 国内大会個人成績 | 国内大会個人成績 | 国内大会個人成績 | 国内大会個人成績 |
| 年度             | クラブ           | 背番号           | リーグ           | リーグ戦         | リーグ戦         | リーグ杯         | リーグ杯         | オープン杯       | オープン杯       | 期間通算         | 期間通算         |
| 年度             | クラブ           | 背番号           | リーグ           | 出場             | 得点             | 出場             | 得点             | 出場             | 得点             | 出場             | 得点             |
| 日本             | 日本             | 日本             | 日本             | リーグ戦         | リーグ戦         | リーグ杯         | リーグ杯         | 天皇杯           | 天皇杯           | 期間通算         | 期間通算         |
| ---------------- | ---------------- | ---------------- | ---------------- | ---------------- | ---------------- | ---------------- | ---------------- | ---------------- | ---------------- | ---------------- | ---------------- |
| 2008             | 神戸             | 22               | J1               | 16               | 0                | 4                | 1                | 0                | 0                | 20               | 1                |
| 2009             | 神戸             | 22               | J1               | 13               | 1                | 5                | 0                | 1                | 0                | 19               | 1                |
| 2010             | 湘南             | 17               | J1               | 16               | 1                | 3                | 0                | 1                | 0                | 20               | 1                |
| 2011             | 神戸             | 22               | J1               | 1                | 0                | 0                | 0                | 1                | 0                | 2                | 0                |
| 2012             | 湘南             | 17               | J2               | 28               | 9                | -                | -                | 1                | 0                | 29               | 9                |
| 2013             | 湘南             | 17               | J1               | 7                | 1                | 3                | 0                | 0                | 0                | 10               | 1                |
| 2014             | 水戸             | 32               | J2               | 30               | 7                | -                | -                | 1                | 0                | 31               | 7                |
| 2015             | 水戸             | 39               | J2               | 40               | 9                | -                | -                | 3                | 0                | 43               | 9                |
| 2016             | 讃岐             | 11               | J2               | 42               | 5                | -                | -                | 1                | 0                | 43               | 5                |
| 2017             | 讃岐             | 11               | J2               | 39               | 5                | -                | -                | 0                | 0                | 39               | 5                |
| 2018             | 大分             | 38               | J2               | 31               | 12               | -                | -                | 0                | 0                | 31               | 12               |
| 2019             | 大分             | 11               | J1               | 2                | 0                | 3                | 0                | 0                | 0                | 5                | 0                |
| 2019             | 岐阜             | 39               | J2               | 19               | 0                | -                | -                | -                | -                | 19               | 0                |
| 2020             | 鹿児島           | 50               | J3               | 30               | 6                | -                | -                | -                | -                | 30               | 6                |
| 通算             | 日本             | 日本             | J1               | 55               | 3                | 18               | 1                | 3                | 0                | 76               | 4                |
| 通算             | 日本             | 日本             | J2               | 229              | 47               | -                | -                | 6                | 0                | 235              | 47               |
| 通算             | 日本             | 日本             | J3               | 30               | 6                | -                | -                | -                | -                | 30               | 6                |
| 総通算           | 総通算           | 総通算           | 総通算           | \|314            | 56               | 18               | 1                | 9                | 0                | 341              | 57               |

- Jリーグ初出場 - 2008年4月19日 J1第7節 コンサドーレ札幌戦（ホムスタ）
- Jリーグ初得点 - 2009年5月23日 J1第13節 柏レイソル戦（ホムスタ）

## タイトル
- 関西学生サッカーリーグ 優秀選手賞（2006年、2007年）[22][23]
- 関西学生サッカーリーグ 年間最優秀選手賞（2007年）[23]
- 関西学生サッカーリーグ アシスト王（2006年）[22]
- 関西学生サッカー春季リーグ 得点王（2007年）[24]

## 代表・選抜歴
- 神奈川県選抜 (1997年、2000年、2001年、2002年)
- 関西学生選抜 (2004年、2005年、2006年)
- ユニバーシアード日本代表
  - ユニバーシアードバンコク大会（2017年、4試合2得点）

## 指導歴
- 2021年9月 - 2023年 近畿大学体育会サッカー部 コーチ
- 2024年 - 大分トリニータ
  - 2024年 U-18コーチ
  - 2025年 - トップチームコーチ